# Allan Bondesson
Bror Allan Bondesson, född 3 maj 1922 i Malmö, död där 8 juni 1963, var en svensk konstnär.
Bondesson studerade konst i Stockholm samt under studieresor till Frankrike. Hans konst består av gatumotiv från Paris, stilleben och landskapsmålningar. Bondesson är begravd på Östra kyrkogården i Malmö.